# Zwerchstraße 6 (Esslingen)

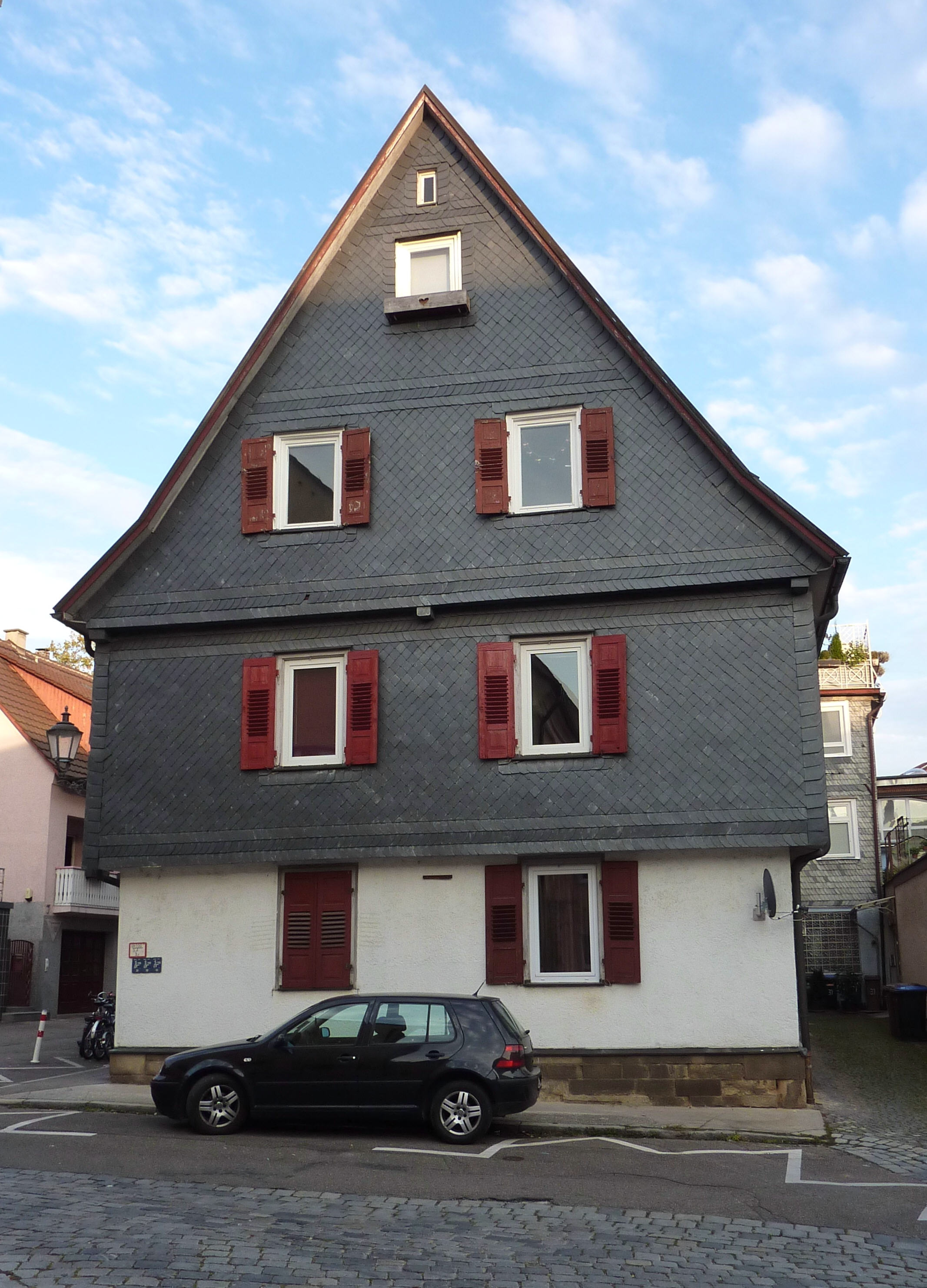
Zwerchstraße 6

Das Haus Zwerchstraße 6 in Esslingen am Neckar ist ein Bauwerk aus dem 16. Jahrhundert.

## Geschichte
Das Fachwerkgebäude wurde im 16. Jahrhundert als zweistöckige Scheune in einem Gebiet errichtet, das hauptsächlich Gärten und Baumwiesen umfasste, und gehörte damals der Familie von Palm. Das Gebäude ist heute verputzt bzw. verkleidet, doch zeugen sowohl die allseitigen Auskragungen im Oberstock als auch die Knaggen an den Traufseiten von der Fachwerkkonstruktion. Das Dachwerk ist zweigeschossig und zeigt eine verblattete Konstruktion.
Wahrscheinlich wurde die Scheune im frühen 18. Jahrhundert zum Wohnhaus umgebaut. Die Giebelseite wurde um 1900 mit Schiefer verkleidet; eine Erneuerung in vereinfachter Form erfolgte etwa 1990.

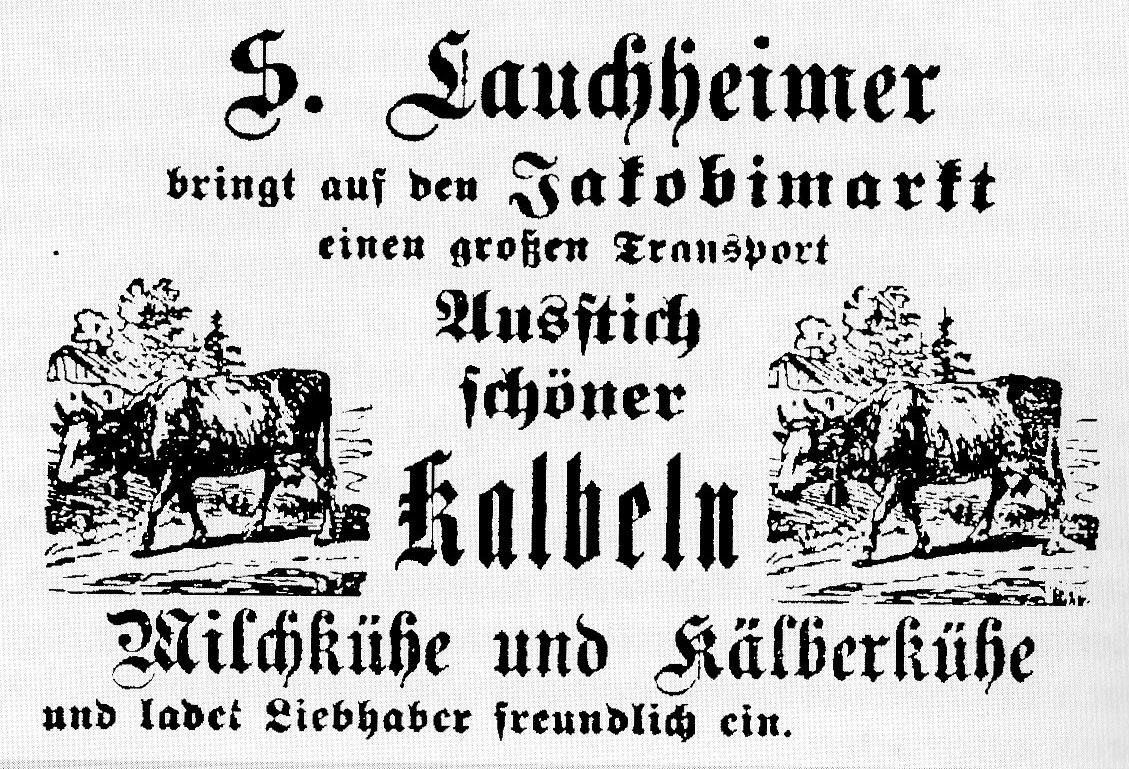
Eine Verkaufsanzeige von Samuel Lauchheimer, dem Vater Otto Lauchheimers, aus dem Jahr 1896

Das Haus befand sich zeitweise im Besitz des jüdischen Viehhändlers Otto Lauchheimer (1866–1932). Er nutzte eine Scheuer und einen Stall auf Nachbargrundstücken für sein Viehgeschäft; das Haus Zwerchstraße 6 war vermietet. Lauchheimers Witwe Rika wurde am 1. Dezember 1941 nach Riga deportiert, wo sie ermordet wurde.